# Виргохамна
Виргохамна (норв. Virgohamna — девичий залив) — небольшая бухта на северном побережье острова Датский (архипелаг Шпицберген). Бухта названа в честь S/S «Virgo», судна шведского инженера и исследователя Саломона Андре.
Голландцы были первыми, кто использовал бухту в качестве базы китобоев ещё в 1633 (возможно, и раньше). К 1662 году кит исчез из окрестностей Шпицбергена и база китобоев стала убыточна, а вскоре и заброшена.
Именно в бухте Виргохамна в 1896 году Саломон Андре построил свой воздушный шар «Орёл» для экспедиции к Северному полюсу.
В 1906 году американец Уолтер Велман построил ангар для дирижабля и лагерь в бухте.